# Andrew Martin (Politiker)
Andrew Martin (* 19. Februar 1964 in Newark, New Jersey) ist ein US-amerikanischer Politiker der Demokratischen Partei und Wirtschaftsprüfer.

## Leben
Martin studierte an der Binghamton University Wirtschaftswissenschaften. Er ist als Wirtschaftsprüfer in Nevada tätig. Er erreichte den Certified Public Accountant. Martin war von Februar 2013 bis Januar 2015 Abgeordneter in der Nevada Assembly. Sein Nachfolger im Wahldistrikt wurde der republikanische Politiker David M. Gardner. Martin wohnt in Las Vegas. Seinen langjährigen Lebenspartner Dana Barooshian heiratete er im November 2013.